# Distrikt Tumbaden
Der Distrikt Tumbaden, alternative Schreibweise: Distrikt Tumbadén, liegt in der Provinz San Pablo in der Region Cajamarca im Norden Perus. Der Distrikt wurde am 11. Dezember 1981 gegründet. Er besitzt eine Fläche von 256 km². Beim Zensus 2017 wurden 3649 Einwohner gezählt. Im Jahr 1993 lag die Einwohnerzahl bei 4015, im Jahr 2007 bei 3651. Sitz der Distriktverwaltung ist die 3016 m hoch gelegene Ortschaft Tumbaden (alternative Schreibweise: Tumbadén) mit 189 Einwohnern (Stand 2017). Tumbaden befindet sich knapp 14 km nordöstlich der Provinzhauptstadt San Pablo.

## Geographische Lage
Der Distrikt Tumbaden befindet sich in der peruanischen Westkordillere im Nordosten der Provinz San Pablo. Das Areal liegt im Einzugsgebiet des Río Jequetepeque und wird in südwestlicher Richtung entwässert.
Der Distrikt Tumbaden grenzt im Süden an den Distrikt Pablo, im Nordwesten an die Distrikte San Silvestre de Cochán und Llapa (beide in der Provinz San Miguel), im äußersten Nordosten an den Distrikt Hualgayoc (Provinz Hualgayoc) sowie im Osten an die Distrikte La Encañada und Cajamarca (beide in der Provinz Cajamarca).

## Ortschaften
Im Distrikt gibt es neben dem Hauptort folgende größere Ortschaften:
- Chaupirume Alto
- El Suro
- El Regalado
- Ingatambo
- Peña Blanca
- Vista Alegre